# Gle Monjasama
Gle Monjasama är ett berg i Indonesien.   Det ligger i provinsen Aceh, i den västra delen av landet, 1 800 km nordväst om huvudstaden Jakarta. Toppen på Gle Monjasama är 458 meter över havet.
Terrängen runt Gle Monjasama är kuperad åt nordväst, men åt sydost är den platt.Runt Gle Monjasama är det tätbefolkat, med 297 invånare per kvadratkilometer. Trakten runt Gle Monjasama består till största delen av jordbruksmark.